# Светско првенство у кошарци 2010 — Група Б
Група Б на Светском првенству у кошарци 2010. је играла своје утакмице између 28. августа и 2. септембра 2010. Све утакмице ове групе су игране у Абди Ипекчи арени, Истанбул, Турска.
Група је била састављена од репрезентација Сједињених Америчких Држава, Словеније, Бразила, Хрватске, Ирана и Туниса. Четири најбоља тима су прошла у елиминациону фазу такмичења.

## 28. август

### Тунис — Словенија
| 28. август 16:30 | Извештај | Тунис                                                           | 56 : 80 | Словенија                   | Абди Ипекчи арена, Истанбул Судије: Ромуалдас Бразаускас , Хосе Ернан Мелгарејо Пинто , Стивен Сибел |  |
| 28. август 16:30 | Извештај | Четвртине: 14:22, 14:17, 12:24, 16:17                           |         |                             | Абди Ипекчи арена, Истанбул Судије: Ромуалдас Бразаускас , Хосе Ернан Мелгарејо Пинто , Стивен Сибел |  |
| 28. август 16:30 | Извештај | Поени: Слиман 11 Скокови: Мејри 6 Асистенције: Слиман, Кехрид 2 |         | Драгић 16 Видмар 7 Драгић 8 | Абди Ипекчи арена, Истанбул Судије: Ромуалдас Бразаускас , Хосе Ернан Мелгарејо Пинто , Стивен Сибел |  |

### САД — Хрватска
| 28. август 19:00 | Извештај | САД                                                        | 106 : 78 | Хрватска                     | Абди Ипекчи арена, Истанбул Судије: Рејналдо Антонио Мерцедес Санчез , Јуџи Хирахара , Христос Христодолу |  |
| 28. август 19:00 | Извештај | Четвртине: 14:22, 14:17, 12:24, 16:17                      |          |                              | Абди Ипекчи арена, Истанбул Судије: Рејналдо Антонио Мерцедес Санчез , Јуџи Хирахара , Христос Христодолу |  |
| 28. август 19:00 | Извештај | Поени: Гордон 16 Скокови: Лав 10 Асистенције: три играча 4 |          | Богдановић 17 Томић 8 Укић 4 | Абди Ипекчи арена, Истанбул Судије: Рејналдо Антонио Мерцедес Санчез , Јуџи Хирахара , Христос Христодолу |  |

### Иран — Бразил
| 28. август 21:30 | Извештај | Иран                                                      | 65 : 81 | Бразил                           | Абди Ипекчи арена, Истанбул Судије: Речеп Анкарали , Хосе Мартин , Давид Шамбон |  |
| 28. август 21:30 | Извештај | Четвртине: 12:22, 17:17, 17:22, 19:20                     |         |                                  | Абди Ипекчи арена, Истанбул Судије: Речеп Анкарали , Хосе Мартин , Давид Шамбон |  |
| 28. август 21:30 | Извештај | Поени: Хадади 16 Скокови: Хадади 9 Асистенције: Камрани 4 |         | Ђованони 17 Маркињос 8 Хуертас 9 | Абди Ипекчи арена, Истанбул Судије: Речеп Анкарали , Хосе Мартин , Давид Шамбон |  |

## 29. август

### Словенија — САД
| 29. август 16:30 | Извештај | Словенија                                                           | 77 : 99 | САД                             | Абди Ипекчи арена, Истанбул Судије: Хосе Мартин , Христос Христодолу , Стивен Сибел |  |
| 29. август 16:30 | Извештај | Четвртине: 11:23, 17:19, 18:25, 31:32                               |         |                                 | Абди Ипекчи арена, Истанбул Судије: Хосе Мартин , Христос Христодолу , Стивен Сибел |  |
| 29. август 16:30 | Извештај | Поени: Нахбар 13 Скокови: Нахбар 4 Асистенције: Драгић, Бечирович 4 |         | Дурант 22 Лав 11 Роуз, Билапс 5 | Абди Ипекчи арена, Истанбул Судије: Хосе Мартин , Христос Христодолу , Стивен Сибел |  |

### Хрватска — Иран
| 29. август 19:00 | Извештај | Хрватска                                                               | 75 : 54 | Иран                        | Абди Ипекчи арена, Истанбул Судије: Ромуалдас Бразаушкас , Речеп Анкарали , Карлос Хосе Хулио |  |
| 29. август 19:00 | Извештај | Четвртине: 22:13, 22:11, 9:16, 22:14                                   |         |                             | Абди Ипекчи арена, Истанбул Судије: Ромуалдас Бразаушкас , Речеп Анкарали , Карлос Хосе Хулио |  |
| 29. август 19:00 | Извештај | Поени: Укић, Богдановић 13 Скокови: Томић, Банић 7 Асистенције: Укић 4 |         | Хадади 27 Хадади 9 Давари 4 | Абди Ипекчи арена, Истанбул Судије: Ромуалдас Бразаушкас , Речеп Анкарали , Карлос Хосе Хулио |  |

### Бразил — Тунис
| 29. август 21:30 | Извештај | Бразил                                                                | 80 : 65 | Тунис                        | Абди Ипекчи арена, Истанбул Судије: Јуџи Хирахара , Давид Шамбон , Рејналдо Антонио Мерцедес Санчез |  |
| 29. август 21:30 | Извештај | Четвртине: 26:16, 17:14, 16:18, 21:17                                 |         |                              | Абди Ипекчи арена, Истанбул Судије: Јуџи Хирахара , Давид Шамбон , Рејналдо Антонио Мерцедес Санчез |  |
| 29. август 21:30 | Извештај | Поени: Барбоса 21 Скокови: Барбоса 6 Асистенције: Хуертас, Ђованони 3 |         | Кечрид 15 Слиман 8 Kechrid 3 | Абди Ипекчи арена, Истанбул Судије: Јуџи Хирахара , Давид Шамбон , Рејналдо Антонио Мерцедес Санчез |  |

## 30. август

### Словенија — Хрватска
| 30. август 16:30 | Извештај | Словенија                                                                  | 91 : 84 | Хрватска               | Абди Ипекчи арена, Истанбул Судије: Рејналдо Антонио Мерцедес Санчез , Јуџи Хирахара , Давид Шамбон |  |
| 30. август 16:30 | Извештај | Четвртине: 16:18, 23:26, 26:15, 26:25                                      |         |                        | Абди Ипекчи арена, Истанбул Судије: Рејналдо Антонио Мерцедес Санчез , Јуџи Хирахара , Давид Шамбон |  |
| 30. август 16:30 | Извештај | Поени: Слокар, Лакович 15 Скокови: Брезец 8 Асистенције: Драгић, Лакович 4 |         | Укић 20 Жорић 9 Укић 7 | Абди Ипекчи арена, Истанбул Судије: Рејналдо Антонио Мерцедес Санчез , Јуџи Хирахара , Давид Шамбон |  |

### Тунис — Иран
| 30. август 19:00 | Извештај | Тунис                                                                  | 58 : 71 | Иран                          | Абди Ипекчи арена, Истанбул Судије: Хосе Мартин , Хосе Ернан Мелгарејо Пинто , Карлос Хосе Хулио |  |
| 30. август 19:00 | Извештај | Четвртине: 11:23, 12:10, 13:22, 22:16                                  |         |                               | Абди Ипекчи арена, Истанбул Судије: Хосе Мартин , Хосе Ернан Мелгарејо Пинто , Карлос Хосе Хулио |  |
| 30. август 19:00 | Извештај | Поени: Ромдане, Мејри 10 Скокови: Мејри 9 Асистенције: Слиман, Хидан 3 |         | Хадади 23 Хадади 13 Камрани 3 | Абди Ипекчи арена, Истанбул Судије: Хосе Мартин , Хосе Ернан Мелгарејо Пинто , Карлос Хосе Хулио |  |

### САД — Бразил
| 30. август 21:30 | Извештај | САД                                                       | 70 : 68 | Бразил                           | Абди Ипекчи арена, Истанбул Судије: Ромуалдас Бразаускас , Христос Христодолу , Стивен Сибел |  |
| 30. август 21:30 | Извештај | Четвртине: 22:28, 21:18, 18:13, 9:9                       |         |                                  | Абди Ипекчи арена, Истанбул Судије: Ромуалдас Бразаускас , Христос Христодолу , Стивен Сибел |  |
| 30. август 21:30 | Извештај | Поени: Дурант 27 Скокови: Дурант 10 Асистенције: Билапс 3 |         | Маркињос 16 Сплитер 10 Хуертас 5 | Абди Ипекчи арена, Истанбул Судије: Ромуалдас Бразаускас , Христос Христодолу , Стивен Сибел |  |

## 31. август
Дан одмора.

## 1. септембар

### Хрватска — Тунис
| 1. септембар 16:30 | Report | Хрватска                                                               | 84 : 64 | Тунис                       | Абди Ипекчи арена, Истанбул Судије: Ромуалдас Бразаускас , Стивен Сибел , Карлос Хосе Хулио |  |
| 1. септембар 16:30 | Report | Четвртине: 23:12, 20:11, 22:17, 19:24                                  |         |                             | Абди Ипекчи арена, Истанбул Судије: Ромуалдас Бразаускас , Стивен Сибел , Карлос Хосе Хулио |  |
| 1. септембар 16:30 | Report | Поени: Богдановић 19 Скокови: Томић 9 Асистенције: Планинић, Поповић 5 |         | Ромдане 23 Слиман 9 Книуа 4 | Абди Ипекчи арена, Истанбул Судије: Ромуалдас Бразаускас , Стивен Сибел , Карлос Хосе Хулио |  |

### Иран — САД
| 1. септембар 19:00 | Извештај | Иран                                                     | 51 : 88 | САД                          | Абди Ипекчи арена, Истанбул Судије: Давид Шамбон , Јуџи Хирахара , Хосе Ернан Мелгарејо Пинто |  |
| 1. септембар 19:00 | Извештај | Четвртине: 13:19, 15:23, 11:20, 12:26                    |         |                              | Абди Ипекчи арена, Истанбул Судије: Давид Шамбон , Јуџи Хирахара , Хосе Ернан Мелгарејо Пинто |  |
| 1. септембар 19:00 | Извештај | Поени: Хадади 19 Скокови: Хадади 6 Асистенције: Давуди 2 |         | Лав 13 Лав, Чендлер 6 Кари 5 | Абди Ипекчи арена, Истанбул Судије: Давид Шамбон , Јуџи Хирахара , Хосе Ернан Мелгарејо Пинто |  |

### Бразил — Словенија
| 1. септембар 21:30 | Извештај | Бразил                                                               | 77 : 80 | Словенија                          | Абди Ипекчи арена, Истанбул Судије: Хосе Мартин , Речеп Анкарали , Рејналдо Антонио Мерцедес Санчез |  |
| 1. септембар 21:30 | Извештај | Четвртине: 18:20, 12:24, 21:23, 26:13                                |         |                                    | Абди Ипекчи арена, Истанбул Судије: Хосе Мартин , Речеп Анкарали , Рејналдо Антонио Мерцедес Санчез |  |
| 1. септембар 21:30 | Извештај | Поени: Мачадо 20 Скокови: Варежао, Сплитер 4 Асистенције: Хуертас 10 |         | Лакович 20 Бечирович 9 Бечирович 4 | Абди Ипекчи арена, Истанбул Судије: Хосе Мартин , Речеп Анкарали , Рејналдо Антонио Мерцедес Санчез |  |

## 2. септембар

### САД — Тунис
| 2. септембар 16:30 | Извештај | САД                                                          | 92 : 57 | Тунис                       | Абди Ипекчи арена, Истанбул Судије: Речеп Анкарали , Карлос Хосе Хулио , Хосе Ернан Мелгарејо Пинто |  |
| 2. септембар 16:30 | Извештај | Четвртине: 19:13, 20:20, 24:13, 29:13                        |         |                             | Абди Ипекчи арена, Истанбул Судије: Речеп Анкарали , Карлос Хосе Хулио , Хосе Ернан Мелгарејо Пинто |  |
| 2. септембар 16:30 | Извештај | Поени: Гордон 21 Скокови: Игудала 6 Асистенције: шесторица 2 |         | Кехрид 15 Мејри 8 Дифалах 2 | Абди Ипекчи арена, Истанбул Судије: Речеп Анкарали , Карлос Хосе Хулио , Хосе Ернан Мелгарејо Пинто |  |

### Словенија — Иран
| 2. септембар 19:00 | Извештај | Словенија                                                   | 65 : 60 | Иран                         | Абди Ипекчи арена, Истанбул Судије: Јуџи Хирахара , Христос Христодолу , Рејналдо Антонио Мерцедес Санчез |  |
| 2. септембар 19:00 | Извештај | Четвртине: 19:6, 9:17, 24:11, 13:26                         |         |                              | Абди Ипекчи арена, Истанбул Судије: Јуџи Хирахара , Христос Христодолу , Рејналдо Антонио Мерцедес Санчез |  |
| 2. септембар 19:00 | Извештај | Поени: Драгић 18 Скокови: Драгић 6 Асистенције: Бечирович 3 |         | Хадади 15 Каземи 14 Давари 4 | Абди Ипекчи арена, Истанбул Судије: Јуџи Хирахара , Христос Христодолу , Рејналдо Антонио Мерцедес Санчез |  |

### Бразил — Хрватска
| 2. септембар 21:30 | Извештај | Бразил                                                      | 92 : 74 | Хрватска                                | Абди Ипекчи арена, Истанбул Судије: Ромуалдас Бразаускас , Стивен Сибел , Давид Шамбон |  |
| 2. септембар 21:30 | Извештај | Четвртине: 22:19, 26:16, 24:15, 20:24                       |         |                                         | Абди Ипекчи арена, Истанбул Судије: Ромуалдас Бразаускас , Стивен Сибел , Давид Шамбон |  |
| 2. септембар 21:30 | Извештај | Поени: Мачадо 18 Скокови: Варежао 12 Асистенције: Хуертас 6 |         | Поповић 15 Богдановић, Лончар 6 Томас 3 | Абди Ипекчи арена, Истанбул Судије: Ромуалдас Бразаускас , Стивен Сибел , Давид Шамбон |  |

### Табела
| Табела групе Б | ИГ | Д | И | П+  | П-  | Разл. | Бод. |
| -------------- | -- | - | - | --- | --- | ----- | ---- |
| САД            | 5  | 5 | 0 | 455 | 331 | +124  | 10   |
| Словенија      | 5  | 4 | 1 | 393 | 376 | +17   | 9    |
| Бразил         | 5  | 3 | 2 | 398 | 354 | +44   | 8    |
| Хрватска       | 5  | 2 | 3 | 395 | 407 | -12   | 7    |
| Иран           | 5  | 1 | 4 | 301 | 367 | -66   | 6    |
| Тунис          | 5  | 0 | 5 | 295 | 407 | -112  | 5    |